# Красимир Кръстев (историк, р. 1977)
Вижте пояснителната страница за други личности с името Красимир Кръстев.
Красимир Тодоров Кръстев е български учен – историк, преподавател в ШУ „Епископ Константин Преславски“. Член на Съюза на учените в България.

## Биография
Красимир Кръстев е роден на 3 април 1977 г. в град Шумен, Народна република България. Средното си образование завършва през 1995 г. в Природоматематическа гимназия „Нанчо Попович“ – Шумен, със специалност „Науки за Земята“ (География и Геология). Висшето си образование завършва през 2000 г. във Великотърновския университет „Св. св. Кирил и Методий“, специалност „История“. В периода от 2005 до 2008 г. е редовен докторант към Шуменския университет „Епископ Константин Преславски“, специалност „Антична археология“.
В периода от 2001 до 2005 г. е учител по история в Професионална гимназия по селско стопанство (ПГСС) в град Велики Преслав. В периода от 2006 до 2007 г. е учител по история в Средно училище „Йоан Екзарх Български“ в град Шумен. В периода от 2008 до 2012 г. е уредник в отдел „Археология“ в Исторически музей – Поморие.